# Adolphe Rouargue
Adolphe Rouargue, né le 6 décembre 1810 à Paris et mort le 30 décembre 1884 à Morsang-sur-Seine, est un peintre, aquarelliste, graveur et lithographe français.

## Biographie
Adolphe Rouargue est le fils d'Antoine Charles Alexandre Rouargue (1770-1825), libraire et homme de lettres, et de Marie Rosalie Marais (1772-1839). Son frère Émile Rouargue (1795-1865) est dessinateur et graveur.
Élève de David d’Angers et d’Alexandre Colin, il expose au Salon de 1831 à 1870.
En 1861, il épouse Aimée Alexandrine Fortunée Foucault.
Il meurt à l'âge de 74 ans à son domicile de Morsang-sur-Seine. Il est inhumé le 3 janvier 1885 au cimetière du Montparnasse.

## Participation aux Salons parisiens
(sauf mention)
- Un cadre d'aquarelles, au Salon de 1831
- Eglise Saint-Leu de Paris, au Salon de 1833, aquarelle
- Marine ; brick échoué, marée basse, côtes de Flandre, au Salon de 1833, aquarelle
- Marine, au Salon de 1833, aquarelle
- Marine ; vue de Dunkerque , au Salon de 1833, aquarelle
- Une aquarelle, au Salon de 1833
- Vue prise sur le canal de Dunkerque, au Salon de 1833, aquarelle
- Bateaux-pêcheurs à marée basse ; environs de Dieppe, au Salon de 1838
- Côte de Normandie, environs de Dieppe ; marée basse, au Salon de 1838 (Arras)
- Dunkerque. Vue prise de la mer, au Salon de 1838 (Arras), aquarelle
- Le Crotoy ; embouchure de la Somme, au Salon de 1838
- Vue du Crotoy, embouchure de la Somme, au Salon de 1838 (Arras)
- Vingt aquarelles et sépias, vues diverses, au Salon de 1846
- Barques à marée basse (côtes de Normandie), au Salon de 1847, aquarelle
- Deux aquarelles ; même numéro : / 1° Vue d’Yport (Normandie) ; / 2° Vue de la route de Livourne, au Salon de 1847
- La rade de Livourne, Italie, au Salon de 1847 (Boulogne-sur-Mer), aquarelle
- Le retour du Garden breton, environs de Landernau, au Salon de 1847 (Boulogne-sur-Mer)
- Souvenir de Bretagne, au Salon de 1847
- Vue d’Yport, près Fécamp, en Normandie, au Salon de 1847 (Boulogne-sur-Mer), aquarelle
- La Piazetta, à Venise, vue prise de l'île Saint-Georges, au Salon de 1848
- Vue de l'île Saint-Georges-Majeur, à Venise, au Salon de 1848
- Vue de l'église Sainte-Marie-du-Salut, à Venise, au Salon de 1849
- Un cadre d’aquarelles : / Eglise des Grecs, à Venise ; Hôtel de Bianca-Cappello, à Venise ; / Entrée du port de Livourne (Italie) ; / Vue du palais des Doges, à Venise ; / La porte de France, à Nîmes, ruine romaine ; / L’église des Miracles, à Venise, au Salon de 1850
- Vue du village d’Airolo au pied du mont Saint-Gothard, canton du Tessin (Suisse), au Salon de 1852
- Vue du village de Faido, canton du Tessin (Suisse), au Salon de 1857
- Vue du village et de la baie de Loquirec environs de Morlaix, au Salon de 1870